# 阿克蘇諾貝爾
阿克蘇諾貝爾是一家荷蘭跨國公司總部設在阿姆斯特丹，活躍於超過150+個國家和地區，員工約35,000人，核心业务包括：高性能塗料、粉體塗料、裝飾塗料。其中最環保且發展最快速的塗料為Interpon粉體塗料，粉體塗料應用於建材（鋁門窗、帷幕牆）、汽車（如車架、引擎、輪圈等配件）、傢俱、家電、健身器材、自行車、IT、機械、工業塗裝等產業，亦有AM抗菌、高硬度、EC易清潔抗塗鴉、絕緣、HT耐高溫、CR仿電鍍、Redox防腐底漆等多款功能塗料。

## 历史
1969年，聯合通用化纖公司（阿克）（Algemene Kunstzijde Unie, AKU）與製造工業用鹽等產品的皇家製鹽歐嘉隆公司（克蘇）（Koniklijke Zout Organon, KZO） 合併成立阿克蘇公司。
1984年，瑞典的波佛斯公司和KemaNobel公司合併為化學廠諾貝爾公司（Nobel Industries AB）。
1994年2月，與諾貝爾公司合併，改為現名。
2007年3月，醫療藥品部門歐嘉隆出售給先靈葆雅。
2008年1月，帝国化学工业（ICI）併入阿克蘇諾貝爾，阿克蘇諾貝爾成為全球最大的塗料集團。
2017年4月24日PPG工业集团以每股96.75欧元，包括每股61.50欧元现金，0.357股PPG普通股，以及7.78欧元的股息，合共269亿欧元（288亿美元）收购阿克蘇諾貝爾。
2017年6月2日PPG工业集团公布，放棄涉資276億美元的收購歐洲油漆集團阿克蘇諾貝爾的計劃。
2018年3月26日阿克蘇諾貝爾出售旗下的特種化學品子公司出售給美國私募股權公司凱雷集團和新加坡政府投資公司（GIC），收購金額包含債務在內達101億歐元（126億美元），預計該交易將帶來75億歐元凈收益。該出售交易去年11月獲得股東批准。

## 外部連結
- 官方网站

52°20′24″N 4°52′16″E / 52.34000°N 4.87111°E